# Митьковский проезд
Митько́вский прое́зд — проезд в Восточном административном округе города Москвы на территории района Сокольники.

## История
Проезд получил своё название в XIX веке (по другим данным — в 1990 году) по фамилии крупного землевладельца Митькова.

## Расположение
Митьковский проезд проходит по территории парка «Сокольники» широкой дугой от улицы Сокольнический Вал, на северо-восток, с востока к проезду примыкает Песочная аллея, далее проезд пересекает 1-й и 2-й Лучевые просеки, поворачивает западнее, пересекает 3-й Лучевой просек, затем от проезда отходит на север 4-й Лучевой просек (отделён от проезда павильоном культурно-выставочного центра «Сокольники»), далее проезд пересекает 5-й Лучевой просек, поворачивает на запад, пересекает 6-й Лучевой и Майский просеки и проходит до Богородского шоссе. Нумерация домов начинается от улицы Сокольнический Вал.

## Транспорт

### Наземный транспорт
По Митьковскому проезду не проходят маршруты наземного общественного транспорта. У юго-западного конца проезда, на улице Сокольнический Вал, расположена остановка «Улица Шумкина» автобусов № 40, 122, 140, 265, 783, у восточного, на Богородском шоссе, — остановка «Улица Короленко» автобусов № 75, трамваев № 4, 25.

### Метро
- Станция метро «Сокольники» Сокольнической линии и «Сокольники» Большой кольцевой линии (соединены переходом) — южнее проезда, на Сокольнической площади.